# Feu Pernet-Ducher
'Feu Pernet-Ducher' est un cultivar de rosier obtenu en 1935 par le rosiériste français Charles Mallerin. Il rend hommage au rosiériste lyonnais Joseph Pernet-Ducher (1859-1928).

## Description
Ce rosier hybride de thé présente des fleurs très doubles au beau coloris jaune citron et aux nuances pêche, dont les pétales pâlissent au fur et à mesure, et au parfum fruité. La floraison est remontante.
Son buisson s'élève à 120 cm, parfois plus s'il est palissé.
Sa zone de rusticité descend à 6b : il ne craint donc pas les hivers rigoureux et peut même se cultiver en moyenne montagne. Il nécessite un emplacement ensoleillé et a besoin d'être taillé à l'abord du printemps pour favoriser la floraison sur les nouvelles branches.
'Feu Pernet-Ducher' est issu d'un croisement 'Julien Potin' x 'Margaret McGredy'.

## Descendance
Par croisement avec 'Maréchal Niel' (Pradel, 1864), il a donné naissance à 'Diamond Jubilee' (Boerner, 1947).